# Alexander Jern

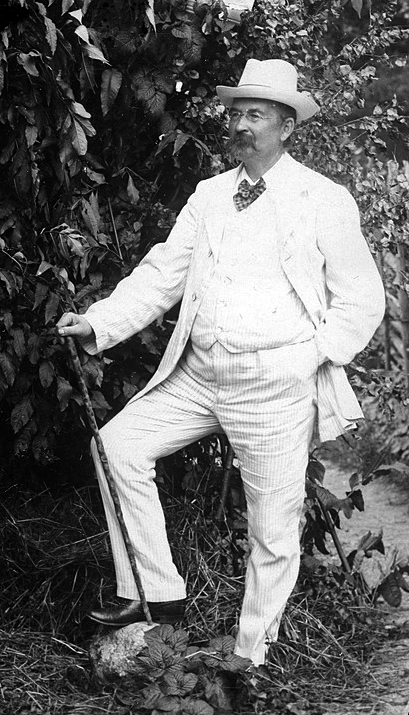
Fotografen Alexander Jern.

Alexander Jern, född 1853 i Häradshammar i Östergötland, död i Tynäs, Södermanland, var en porträttfotograf.
Fotoateljé i Säffle 1887-1893 i hörnet Billerudsgatan/Västra Storgatan. Flyttade till Karlshamn 1893 och drev fotoateljé på Ronnebygatan 20 till 1897. Ateljé i Jämjö 1899-1900, Brandsboda vid Brömsebro 1900-1904, Halmstad 1904-1906, Vanäs 1906-1912 och därefter Tynäs till 1922.